# Pedro de Cardona y Requesens
Pedro de Cardona y Requesens fue Consejero real y Gobernador del Principado de Cataluña, del mismo modo que su padre. Actuó como Gobernador entre los años 1546-1552. Poseyó la antigua Casa de Alella, o Ca'l Gobernador.
Murió en 1593.

## Familia
Hijo del gobernador del Principado Pedro de Cardona y de Joana de Requesens. Casado en 1515 con Maria de Erill. Tuvieron los siguientes hijos:
- Enrique de Cardona y de Erill, consejero real, vicegerente del gobernador general del Principado de Cataluña y gobernador.
- Mariana de Cardona y de Erill, se casó con su primo germano Galceran de Cardona.
- Francesc de Cardona y de Erill.
- Elisabet de Cardona y de Erill.